# Чеде Филиповски
Чеде Филиповски Даме (Нићифорово, код Гостивара, 16. новембар 1923 — Радовиш, 29. јун 1945), учесник Народноослободилачке борбе, официр Југословенске армије и народни херој Југославије.

## Биографија
Рођен је 16. новембра 1923. године у селу Нићифорово код Гостивара. Потиче из земљорадничке породице. После завршетка основне школе, бавио се код куће пољопривредом. Године 1937. отишао је у Београд где је почео да ради као зидар.
У Београду је радио са многим својим земљацима и преко њих дошао у додир с радничким покретом и постао члан Уједињених радничких синдиката Југославије. Касније се упознао и са многим студентима-комунистима, и читао марксиситичку литературу. Учествовао је у организовању излета, демонстрација и штрајкова радничке омладине Београда. Због свог револуционарног рада више пута је био прогањан од полиције.
После окупације Краљевине Југославије, априла 1941. године, вратио се у родни крај. По повратку у Македонију примљен је у чланство Комунистичке партије Југославије и активно се укључио у Народноослободилачки покрет. Године 1942. после реорганизације у покрајинској организацији КПЈ у Македонији, Чеде је постао за члана Месног комитета КПЈ за Гостивар. Убрзо потом постављен је за секретара Среског комитета КПЈ за Гостивар.
У пролеће 1943. године прешао је са полтичког рада на терену у јединицу. Најпре је био политички комесар Првог мавровског партизанског одреда, па командант Мавровског партизанског батаљона. Учествовао је у многим борбама, а посебно се истакао приликом првог ослобођења Кичева, септембра 1943. године. Борци су му дали надимак „Даме“.
Када је 11. новембра 1943. године формирана Прва македонско-косовска ударна бригада, за њеног команданта је постављен Петар Брајовић, народни херој, а за његовог заменика постављен је Даме. Учествовао је у борбама за друго ослобођење Кичева, Буковића и за одбрану слободне територије у Дебарци.
Јуна 1944. године када је формирана Прва македонска бригада постављен је за заменика команданта. Потом је постављен за заменика команданта 48. македонске дивизије, а априла 1945. године и командант те дивизије.
После ослобођења Југославије, маја 1945. године упућен је на војно школовање. Погинуо је 29. јуна 1945. године, у саобраћајној незгоди, код места Радовиша, возећи се на мотоциклу од Штипа према Струмици.
Још за живота, 6. децембра 1944. одлуком Председништва АВНОЈ-а одликован је Орденом партизанске звезде другог реда. Постхумно је Указом Президијума Народне скупштине ФНР Југославије број 211/49, 1. августа 1949. проглашен је за народног хероја.